# Étienne de Blumenstein
Pour les articles homonymes, voir Blumenstein (homonymie).
Étienne Kair de Blumenstein est un exploitant de mine français, né à Paris le 28 décembre 1713 et décédé à Vienne le 25 décembre 1799.

## Biographie
Fils aîné de François de Blumenstein exploitant de mine, il se forme au métier de mineur pour reprendre les exploitations minières familiales à la suite du décès de son père en 1739. Il rentre alors à l'école des Mines de Freiberg, puis se forme en visitant des centres miniers et métallurgiques en Allemagne.
Fort de son expérience allemande, il est nommé inspecteur général des mines du royaume de France et tentera d'appliquer aux mines françaises les méthodes utilisées en Saxe et dans le Harz. On le retrouve par exemple dans les mines de plomb de Bahours (Mende), les mines de cuivre de Sain-Bel ou encore dans les Pyrénées. Avec sa solide réputation, il est qualifié d'un des plus grands minéralogistes de son temps et ses mines sont prises en modèles. 
Le 31 mai 1751, il est élu à l'Académie des sciences, belles-lettres et arts de Lyon (alors appelée Société Royale). Le 30 mai 1753, il acquiert le domaine de la Goutte sur la paroisse des Salles, dans le Forez. Trois ans plus tard, il épouse Madeleine Marguerite de Montrognon à Savigny. 
Malgré son statut, il ne s’enrichit pas car le caractère capricieux de ses filons exige de multiples travaux de recherches qui absorbent les bénéfices. De plus, la Révolution n'arrange pas sa situation. En effet, il est le père de quatre fils émigrés et est donc considéré comme suspect. Du haut de ses 80 ans, il est alors incarcéré sous la Terreur. Cependant, l'une de ses filles est autorisée à exploiter les mines car la France, du fait des guerres de la Révolution et de l'Empire, a besoin de plomb pour ses munitions. Le plomb du Forez jouera d'ailleurs un rôle important lors des batailles de Rivoli et de Marengo.
Malgré sa libération, il meurt le 25 décembre 1799 à Vienne. Ces fils seront, quant à eux, rayés de la liste des émigrés en 1802. 

### Famille et titre de noblesse
Etienne Kair de Blumenstein est le fils ainé de François de Blummenstein. La famille Kair, aussi orthographié, Kayr ou Keyr, est originaire de Haute-Autriche. Le 18 mars 1676, Léopold Ier leur confère un titre de noblesse ainsi que le nom de la seigneurie de Blumenstein qu’ils possédaient près de Linz.
Son fils aîné, Jean Baptiste François de Blumenstein (1759-1854), capitaine de vaisseaux, général et premier maire de Les Salles en 1791, reprendra l'exploitation minière familiale qui s'arrêtera complètement en 1844. Son activité aura été continue pendant plus de 100 ans, ce qui en fait un exemple rarissime de continuité pour une affaire minière familiale.